# Go Down Moses
Go Down Moses (с англ. — «Сойди, Моисей»), также Let My People Go (с англ. — «Отпусти народ мой») — американский спиричуэл, в котором описываются события из ветхозаветной книги Исход 8:1: «И сказал Господь Моисею: пойди к фараону и скажи ему: так говорит Господь: отпусти народ Мой, чтобы он совершил Мне служение». Этими словами Господь призывал Моисея добиться исхода израильтян из египетского плена. Текст песни был опубликован акапельным коллективом Jubilee Singers в 1872 году:
 When Israel was in Egypt’s land: Let My people go,
Oppress’d so hard they could not stand, Let My People go.
Go down, Moses,
Way down in Egypt land,
Tell old Pharaoh,
Let My people go.
Десятилетием ранее песня считалась гимном американских рабов и впервые датировалась приблизительно 1862 годом. В те годы она носила и другое название — «Oh! Let My People Go: The Song of the Contrabands». По мнению же капеллана одного из негритянских хоров родиной песни является штат Виргиния, где она исполнялась ещё с 1853 года и имела следующий текст:
The Lord, by Moses, to Pharaoh said: Oh! let My people go.
If not, I’ll smite your first-born dead—Oh! let My people go.
Oh! go down, Moses,
Away down to Egypt’s land,
And tell King Pharaoh
To let My people go.
Первым исполнителем современной версии был американский певец Поль Робсон, чей глубокий резонирующий голос многие называли божественным. Самым известным исполнителем песни стал Луи Армстронг, чья версия была записана в Нью-Йорке 7 сентября 1958 года.
Песня также использовалась в качестве одного из спиричуэлс в оратории A Child of Our Time английского композитора Майкла Типпетта.
Американский писатель Уильям Фолкнер, после того как песня стала популярной, назвал один из своих романов «Сойди, Моисей» (1942).